# Wilfred Josephs
Wilfred Josephs (* 24. Juli 1927 in Gosforth, Newcastle upon Tyne; † 17. November 1997 in London) war ein englischer Komponist.

## Leben
Josephs wurde in Gosforth, Newcastle upon Tyne, als vierter und jüngster Sohn russischer und jüdischer Eltern geboren. Seine erste musikalische Ausbildung erhielt er in Newcastle bei Arthur Milner, wo sein offensichtliches Talent sichtbar wurde. Dennoch überzeugten ihn seine Eltern, eine „vernünftige“ Laufbahn anzustreben. Er absolvierte ein Bachelorstudium an der Universität von Durham, das er 1951 mit der Qualifikation als Zahnarzt abschloss. Er studierte später an der Guildhall School in London.
1963 gewann er mit seinem Requiem Op. 39 den Preis des ersten internationalen Kompositionswettbewerb der Stadt Mailand und der Scala. In Folge wurde das Werk von Nino Sanzogno in Mailand, von Maurice Handford für die BBC, von Max Rudolf in Cincinnati, und von Carlo Maria Giulini in Chicago aufgeführt. David Measham nahm das Requiem für Unicorn Kanchana auf Schallplatte auf. Auf Grund des Erfolgs entschied er sich, sein Leben von da an ganz der Komposition zu widmen.
1978 wurde Josephs als Ehrendoktor der Musik an der Universität von Newcastle ausgezeichnet. Im Oktober 1996 richtete die Universität ein Konzert zu seinen Ehren in seiner Gegenwart aus. Er starb 1997 in London und hinterließ seine Witwe Valerie und seine Töchter Claudia und Philippa. Die Wilfred Josephs Society, deren Präsident Sir Charles Mackerras war, fördert das Andenken seiner kompositorischen Hinterlassenschaft.
Mit über 66 komponierten Werken zu Film, Fernsehen und Dokumentationen leistete Josephs von 1958 bis ins Jahr 1997 darüber hinaus auch einen hohen kulturellen Beitrag zur Film- und Medienkultur.

## Werke
Sein umfangreiches Schaffen als Komponist der Klassischen Musik beinhaltet
- 12 Sinfonien
- 22 Konzerte
- Ouvertüren
- Kammermusik
- Opern
- Ballette
- Vokalwerke

Die Werke waren fast ausschließlich Auftragskompositionen. Eine Ausnahme bildet das Requiescant pro defunctis, ein Streichquartett das Joseph als Reaktion auf die Filmaufnahmen von Auschwitz die während des Prozesses gegen Adolf Eichmann gezeigt wurden. Auf Grundlage des Streichquartetts entstand später das Requiem, welches das hebräische Kaddisch als textliche Vorlage benutzte.
Bekannt wurde er durch zahlreiche Film- und Fernsehmusiken. Weiterhin fanden Werke wie seine Oper Rebecca (1983), basierend auf dem gleichnamigen Roman von Daphne du Maurier, sein Ballet Cyrano (1991), den Aelian Dances, die er auf Basis von Volksliedern aus der Umgebung von Newcastle schrieb, das musikalische Theaterstück A Child of the Universe op. 80, welches er in Andenken an seinen Neffen 1971 verfasste, und die Kinderoper Alice in Wonderland Op. 144 (1985–1988) Beachtung.

## Filmografie (Auswahl)
- 1961: Der Mörder mit den gelben Handschuhen (Two Letter Alibi)
- 1962: Cash on Demand
- 1965: In Beirut sind die Nächte lang (Twenty-Four Hours to kill)
- 1965: Das düstere Haus (Fanatic)
- 1965: The Forth Road Bridge (Dokumentarfilm)
- 1966: Die tödlichen Bienen (The deadly Bees)
- 1968: Hostile Witness – Im Netz gefangen (Hostile Witness)
- 1969: Ein Jahr als Robinson (My Side of the Mountain)
- 1970: Der Todesschrei der Hexen (Cry of the Banshee)
- 1974: Der Doktor und das liebe Vieh (All Creatures Great and Small)
- 1974: Das Grab der lebenden Puppen (Dark Places)
- 1974: Callan – Den Aasgeiern eiskalt serviert (Callan)
- 1976: Blutspur ins Totenreich (House of shadows)
- 1976: Ich, Claudius – Kaiser und Gott (I, Claudius)
- 1977: Schwalben und Amazonen (Swallows and Amazons)
- 1977: Das Unheimliche (The Uncanny)
- 1978: Die Reise von Charles Darwin
- 1984: Johannes Paul II – Sein Weg nach Rom (Johannes Paul II)
- 1985: Mata Hari
- 1985: Flucht zurück (Martin's Day)